# Législation sur le cannabis
Pour un article plus général, voir Cannabis.

feuille de cannabis

Cette page présente un aperçu des législations sur le cannabis dans le monde. Le cannabis est mis hors la loi dans la majorité des pays du monde au cours du XXe siècle, notamment via la convention unique sur les stupéfiants de 1961, qui le proscrit dans tous les pays signataires.
Depuis les années 2000, le Canada et plusieurs autres pays ont commencé à distinguer l'usage médical du cannabis de la possession simple de cannabis. C'est aussi le cas de seize États des États-Unis. Cet état de fait a récemment été confirmé au niveau fédéral.
La culture, la possession pour usage privé et la distribution sont généralement réglementées. Les lois varient néanmoins d'un pays à l'autre. En décembre 2013, l'Uruguay devient le premier pays au monde à légaliser la consommation récréative, la production et la vente de cannabis,. Le 17 octobre 2018, le Canada a fait de même.
Dans de nombreux pays, la police exerce un pouvoir discrétionnaire, mettant en garde les usagers ou confisquant le cannabis, même en petites quantités, à usages privé ou médical ou religieux.
L'Office des Nations unies contre la drogue et le crime, organe de l'ONU créé en 1997 est ainsi chargé de lutter contre le cannabis dans 192 pays, via une politique de prohibition. La prohibition du cannabis est souvent source de débat en raison du trafic qu'elle engendre. De nombreuses voix se sont fait entendre durant la décennie 2010, y compris à l'ONU, pour demander un assouplissement de la législation sur le cannabis, culminant avec le retrait du cannabis du tableau IV de la Convention de 1961 (considérée comme la liste incluant les substances les plus dangereuses).

## Conventions internationales
L'Organisation des Nations unies (ONU) a établi plusieurs conventions internationales :
- Dans le texte original de la Convention unique sur les stupéfiants de 1961, le Cannabis et la résine de cannabis sont inscrits au tableau IV et donc soumis aussi à toutes les mesures de contrôle applicables aux stupéfiants du tableau I[6],[7]. Cependant, le 2 décembre 2020 la Commission des stupéfiants des Nations unies approuvait le retrait du cannabis du tableau IV de la Convention de 1961[4],[8].
- Dans la Convention sur les substances psychotropes de 1971, le Tétrahydrocannabinol (THC) est ajouté à la liste des produits stupéfiants[7] : tableau II pour le delta-9-THC, et tableau I pour les autres isomères du THC.
- La Convention contre le trafic illicite de stupéfiants et de substances psychotropes de 1988, autorise l'administration à usage médical et prévoit de ne pas punir la consommation, mais de réprimer le fait de se procurer, de détenir et les actes préparatoires, même pour l'usage personnel[7].

## Union européenne
La législation sur le cannabis varie de pays en pays dans l'Union Européenne.
Concernant les semences, l'Union européenne possède sa propre réglementation :
- Les semences destinées à l'ensemencement de variétés de chanvre cultivé doivent justifier d'un taux de THC inférieur à 0,2 %, ce qui est fixé par l'article 32.6 bis du règlement (CE) no 1307/2013.
- Les graines de chanvre (chènevis) destinées à un usage autre que l'ensemencement ne peuvent être importées que via des importateurs agréés par l'État membre, ce qui permet de contrôler qu'elles ne sont effectivement pas destinées à l'ensemencement[10].

D'après l'EMCDDA, en Europe, la résine couterait moins cher que l'herbe.
Selon Europol, l'Union Européenne compte 22 millions d’usagers de cannabis, qui dépensent au total près de neuf milliards d’euros par an pour s’en procurer. Le cannabis constitue ainsi le plus grand marché illicite de l’Union européenne.

## Par pays
- Légal

.
| Pays                | Possession | Vente                                                                                               | Transport                                    | Culture | Notes |
| ------------------- | --- | --------------------------------------------------------------------------------------------------- | -------------------------------------------- | --- | --- |
| Albanie             | Illégale | Illégale                                                                                            | Illégal                                      | Illégale | [ 13 ] |
| Algérie             | Illégale | Illégale                                                                                            | Illégal                                      | Illégale | Des autorisations pour usages médicaux et de recherche scientifique sont possibles. |

Pays ayant légalisé l'utilisation du cannabis à usage médicinal

| Allemagne           | Légale jusqu'à 25 grammes | Légale pour les associations agréés                                                                 | Légale                                       | Légale jusqu'à trois plants par personnes | Il existe un mythe selon lequel la possession de petites quantités de haschich ou de marijuana a été légalisée par le Tribunal constitutionnel fédéral en 1994. Ce n'est pas vrai. Le tribunal a seulement fait remarquer que d'éventuelles nouvelles preuves scientifiques concernant les dangers du cannabis devaient être prises en compte. À l'époque de cette décision il n'y avait, selon le tribunal constitutionnel, pas de preuve scientifique suffisante démontrant l'inoffensivité du cannabis. La possession est illégale. Dans certains des États fédéraux, la possession de petites quantités (<5 g) n'est pas réprimée, tandis que dans d'autres (principalement ceux du Sud) la possession même de quantités minimes est réprimée. Il y a cependant des cas d'autorisation de culture du cannabis à des fins médicales. La possession et la culture a été légalisée en avril 2024. La vente n'est permise que pour les associations (canabis social club) L'Allemagne a défini un seuil de 3,5 nanogrammes pour la présence de cannabis lors de la conduite et interdit plus sévèrement la conduite en ayant consommé à la fois de l'alcool et du cannabis. |
| Arabie saoudite     | Illégale | |                                              | | Article détaillé : Cannabis en Arabie saoudite . |
| Argentine           | Illégale | Illégale                                                                                            | Illégal                                      | Illégale sauf à des fins médicinales depuis le 11 novembre 2020                                                                                                   | Article détaillé : Cannabis en Argentine . |
| Australie           | Consommation tolérée | Usage médical autorisé                                                                              |                                              | | Décriminalisé pour usage personnel en petites quantités dans les États du Territoire de la capitale australienne, de l'Australie-Méridionale, de l'Australie-Occidentale et du Territoire du Nord. C'est à l'inverse considéré comme un crime en Nouvelle-Galles du Sud, au Queensland, dans l'État de Victoria et en Tasmanie. La répression varie d'un État à l'autre, bien que la condamnation pénale pour possession de petites quantités reste peu probable, les programmes alternatifs visant à diriger les délinquants vers des parcours d'éducation d'évaluation et de soins. Avec la rapide expansion de la culture hydroponique, l'Australian Drug Misuse and Trafficking Act (1985) a été modifié en 2006 pour réduire les quantités de cannabis cultivé en intérieur sous conditions hydroponiques, qualifiées de 'quantités commerciales' ou de 'grandes quantités'. |
| Autriche            | Légale pour usage personnel | Illégale                                                                                            |                                              | Légale | Article détaillé : Cannabis en Autriche . |
| Belgique            | Illégale | THC inférieur à 0,2%[réf. nécessaire]                                                               | THC inférieur à 0,2%[réf. nécessaire]        | THC inférieur a 0,2%[réf. nécessaire] | Article détaillé : Cannabis en Belgique . [ 20 ] |
| Bolivie             | Illégale | |                                              | | La possession est illégale. |
| Brésil              | Consommation tolérée pour usage médical et religieux | |                                              | | Article détaillé : Cannabis au Brésil . |
| Bulgarie            | Illégale | |                                              | THC inférieur à 0,3%. | Article détaillé : Cannabis en Bulgarie . |
| Cambodge            | Illégale | |                                              | | Article détaillé : Cannabis au Cambodge . |
| Canada              | Légale, | Légale                                                                                              | Légal                                        | Légale | Article détaillé : Cannabis au Canada . |
| Chili               | Illégale | |                                              | | La culture de plants de cannabis ayant un autre but qu'à des fins personnelles est considérée illégale sans une autorisation du Ministère de l'Agriculture. Cependant, la consommation et la possession de cannabis en petites quantités seul chez soi sont légales, mais deviennent illégales quand il s'agit d'un groupe. La consommation à des fins médicales est légale mais non réglementée. |
| Chine               | Illégale | |                                              | | Le cannabis est cultivé pour ses graines ainsi que pour sa fibre végétale. Il fait l'objet de culture à des fins médicinales depuis longtemps. |
| Colombie            | Consommation Dépénalisée | |                                              | | La législation actuelle ne permet pas de cultiver plus de 20 pieds de cannabis et limite sa possession à 20 grammes pour un strict usage personnel, interdisant sa consommation en public et sa commercialisation. |
| Comores             | Illégale | |                                              | | Le cannabis a été légal de janvier 1975 à mai 1978 quand le président Ali Soilih a légalisé la consommation de cannabis parmi d'autres mesures. |
| Corée du Nord       | Légale | |                                              | | La consommation, la culture et l'achat de cannabis seraient légaux en Corée du nord. |
| Costa Rica          | Décriminalisée | |                                              | | Le cannabis est illégal mais fumer de la marijuana est largement toléré dans tout le pays, on se trouve dans une dépénalisation de fait puisque les officiers de police ne retiennent pas en détention les personnes qui n'ont sur elles qu'une quantité correspondant à une consommation individuelle, cependant aucune valeur n'a été définie comme quantité limite. La consommation de cannabis y est très élevée.[réf. nécessaire] |
| Croatie             | Décriminalisée | |                                              | THC inférieur à 0,3%.. | Article détaillé : Cannabis en Croatie . |
| Chypre              | Illégale | |                                              | THC inférieur à 0,3 %.. | Le cannabis étant un produit de catégorie B, la peine encourue pour sa consommation peut-être la perpétuité et sa détention fait encourir 8 ans au maximum (le risque est de 2 ans pour les moins de 25 ans commettant un premier délit). En pratique, pour la première fois, une mise en garde peut suffire pour un petit délinquant. |
| Danemark            | Consommation Dépénalisée | |                                              | THC inférieur à 0,3 %.. | Article détaillé : Cannabis au Danemark . [ 30 ] |
| Dominique           | Illégale | |                                              | | Drogue de classe B, interdiction de cultiver, vendre ou posséder. |
| Égypte              | Illégale | |                                              | | Officiellement le cannabis est illégal. Cependant son utilisation est courante et fait partie de la culture. Les condamnations pour usage personnel sont très rares. |
| Émirats arabes unis | Illégale | |                                              | | Même la plus petite quantité de drogue peut conduire à 4 ans d'emprisonnement ferme. |
| Équateur            | Illégale | |                                              | | La possession est légale selon la loi 108,. |
| Espagne             | Dépénalisée | Prescription médicale ou les Clubs Sociaux Cannabiques                                              |                                              | Tolérée pour les clubs sociaux de cannabis | Acheter ou vendre du cannabis est une infraction punie par la loi. La possession et la consommation dans un lieu public constituent un délit sanctionné par une confiscation et une amende. La culture en espace privé pour la consommation personnelle et la consommation par des adultes dans un espace privé est un droit constitutionnel et n'est donc pas illégale. |
| Estonie             | Décriminalisée | |                                              | | Article détaillé : Cannabis en Estonie . |
| États-Unis          | Illégale au niveau fédéral (Peut être utilisé à des fins médicales dans 33 États, le district de Columbia, et 4 territoires américains; décriminalisé dans 15 États et les Îles Vierges des États-Unis; légalisé pour usage récréatif dans 11 États, le district de Columbia, les Îles Mariannes du Nord, et Guam) | |                                              | | Les lois varient suivant les États, bien que la loi de chaque État soit subordonnée à la loi fédérale qui classe le cannabis sur la liste 1 des narcotiques, donc dans la même classification que l’héroïne. La Cour suprême des États-Unis a décidé dans le cas Gonzales contre Raich que le gouvernement fédéral a le droit de réglementer et de criminaliser le cannabis, même dans des buts médicaux. En 2009, le procureur général a ordonné aux procureurs fédéraux d’interdire la marijuana médicale aux patients, y compris dans ces États ayant légalisé son usage médical. |
| Finlande            | Décriminalisé pour usage médical | |                                              | | Un très petit groupe d’utilisateurs pour raisons médicales (12 personnes au 31-01-2010) ont le droit de l’acheter dans une pharmacie dans la ville de Turku. |
| France              | Illégale | Illégale                                                                                            | Illégal                                      | THC inférieur à 0,2 %.. | La culture supérieur à 0,2 % de THC, la vente, la possession ou la consommation de cannabis est interdite. |
| Géorgie             | Consommation personnelle dépénalisée par la cour constitutionnelle le 30 juillet 2018 | Illégale                                                                                            | Illégal                                      | Illégale | Le 30 juillet 2018, à la suite d'une décision rendue publique, la Cour constitutionnelle de Géorgie a aboli les amendes imposées pour consommation personnelle de cannabis, au motif qu’elle relevait du « droit au développement personnel ». Cependant, la culture et la vente restent répréhensibles. |
| Grèce               | Illégale | |                                              | THC inférieur à 0,3 %.. | La possession ou l’usage est illégale, même en petites quantités. Les personnes sont arrêtées, bien que rarement condamnées par les cours. La possession de grosses quantités peut conduire à plusieurs années de prison. |
| Honduras            | | |                                              | | |
| Hong Kong           | Illégale | Illégale                                                                                            | Illégal                                      | Illégale | La possession, la vente, le transport et la culture du cannabis sont illégales du fait de l’Ordonnance sur les drogues dangereuses (Chapter 134 of the Law of Hong Kong). |
| Hongrie             | Illégale | |                                              | THC inférieur à 0,3 %.. | Article détaillé : Cannabis en Hongrie . |
| Islande             | Illégale | |                                              | | Article détaillé : Cannabis en Islande . |
| Indonésie           | Illégale | |                                              | | Article détaillé : Cannabis en Indonésie . |
| Inde                | Légal (réglementé par le gouvernement) | |                                              | | Article détaillé : Cannabis en Inde . |
| Iran                | Illégal en tant que drogue (voir les notes) | |                                              | | La culture du cannabis est légale si c’est pour l’alimentation car les Iraniens en consomment les graines, et parce que des entreprises en extraient de l’huile qui est vendue légalement. L’usage du cannabis comme psychotrope est officiellement illégal et donc en fumer en public est un exemple de ce qui peut être considéré comme une ingestion illégale, mais l’application de ceci est quasi nulle car il est habituellement impossible de dire ce qu’une personne fume or il est légal ou toléré de fumer d’autres plantes. |
| Irlande             | Illégale | Illégale                                                                                            | Illégal                                      | THC inférieur à 0,3 %.. | [ 44 ] |
| Israël              | Décriminalisé pour usage médical | |                                              | | Le cannabis n’est utilisé qu’à très petite échelle en médecine. Cependant, l’utilisation individuelle est relativement décriminalisée avec quasiment aucune peine pour les prévenus lors de leur première interpellation. |
| Italie              | Dépénalisé | |                                              | THC inférieur à 0,3 %.. | Article détaillé : Cannabis en Italie . |
| Jamaïque            | Légale | Légale dans un but médical et religieux                                                             |                                              | Légale (jusqu'à cinq plants) | Les parlementaires ont prévu d'autoriser la possession de 57 grammes de marijuana, et de cultiver jusqu'à cinq plants de cannabis. |
| Japon               | Illégale | |                                              | | Sa possession est punissable de 5 ans de prison. L’importation ou la vente de cannabis fait risquer jusqu’à 10 ans de prison et 30 millions de yens. |
| Jordanie            | Illégale | |                                              | | La possession est illégale et peut conduire à une période d'emprisonnement. |
| Lettonie            | | |                                              | | |
| Liban               | Décriminalisé pour usage médical | Légale dans un but médical                                                                          |                                              | Légale | Article détaillé : Cannabis au Liban . |
| Lituanie            | Illégale | |                                              | THC inférieur à 0,3 %.. | [ 49 ] |
| Luxembourg          | Légale pour usage personnel à domicile ainsi que pour usage médical sous prescription | Légale (pour les personnes légalement autorisées) pour usage médical, illégale pour usage récréatif | Illégal hors usage médical sous prescription | Légale pour une personne majeure dans la limite de 4 plants par ménage (à partir de semences et les plantes ne doivent pas être visibles depuis la voie publique) | Légalisation partielle depuis le 21 juillet 2023 avec l'entrée en vigueur de la loi du 10 juillet 2023 portant modification de la loi modifiée du 19 février 1973 concernant la vente de substances médicamenteuses et la lutte contre la toxicomanie |
| Macédoine du Nord   | Illégale | |                                              | | Si on possède une quantité significative de cannabis, on risque une peine de prison variant de 3 mois à 5 années. |
| Malaisie            | Illégale | |                                              | | La possession de 15 g de cannabis est assimilée à un trafic punissable de la peine de mort, |
| Malte               | | |                                              | | |
| Maroc               | Illégale/Tolérée dans le Rif | Illégale/Tolérée dans le Rif                                                                        | Illégal/Toléré dans le Rif                   | Autorisée dans certains districts du Rif (région de Ketama), tolérée dans le Rif, hors des abords des routes goudronnées                                          | La Loi marocaine hérite des dispositions légales d'époque coloniale. La régie des Kifs concernant la production de cannabis à usage psychotrope, instituée sous Moulay al-Hassan Ier au XIXe siècle a été intégrée sous le protectorat français à la régie des Kifs et Tabacs. Le cannabis était théoriquement acheté par la régie pour être incinéré, afin de favoriser la vente du tabac, produit d'importation issu du commerce, de l'industrie et (partiellement) de l'agriculture française. Cependant, le produit n'a pas été combattu, et il était licite en zone espagnole. Devenu un objet de commerce à grande échelle, une source non négligeable de devises et un moyen de survie confortable pour d'immenses populations, la culture hors des zones couvertes par la régie pré-coloniale, la transformation et la vente à l'étranger (avec l'accord informel des agents de l'État) étaient tolérés dans le Rif. Cependant, de manière de plus en plus drastique depuis le début des années 1990 et les subventions européennes à la lutte contre les narcotiques, la vente, la possession et l'usage de cannabis sont illégales et conduisent les revendeurs régulièrement en prison, et si les consommateurs sont de moins en moins inquiétés, les débits clandestins se font de plus en plus rares. Cependant, la production et l'exportation n'ont jamais diminué… |
| Mexique             | Décriminalisé | |                                              | | Le 21 août 2009, le Mexique a décriminalisé la possession pour « Usage personnel » jusqu’à 5 grammes de cannabis. La culture et la vente sont illégales. |
| Monténégro          | Illégale | |                                              | | [ 54 ] |
| Népal               | Techniquement illégal (mais non réglementé) | |                                              | | |
| Nouvelle-Zélande    | Décriminalisé | Usage médical autorisée                                                                             |                                              | | Interdit en 1927. La culture, la possession et la vente de cannabis sont interdites. |
| Norvège             | Illégale | |                                              | | Article détaillé : Cannabis en Norvège . |
| Pakistan            | Légal/Illégale | |                                              | | Article détaillé : Cannabis au Pakistan . |
| Paraguay            | Illégale | |                                              | | [ 21 ] |
| Pays-Bas            | Décriminalisé | Décriminalisé 5 grammes maximum par personne                                                        | Illégal                                      | 5 plantes pour usage personnel | Dans le cadre de la politique de tolérance, la vente de drogues douces reste punissable, mais le Ministère public ne poursuit pas en justice les coffee shops si ces derniers respectent certaines règles,. |
| Pérou               | Légal | |                                              | | La possession de marijuana est légale tant qu’on ne détient pas une autre drogue en même temps. Son usage est décriminalisé depuis 2003. |
| Philippines         | Illégale | |                                              | | L’acte général sur les drogues dangereuses de 2002 prend des mesures en faveur d’un usage médical limité. |
| Pologne             | Illégale | |                                              | THC inférieur à 0,3 %.. | Le 26 mai 2011, la Pologne a introduit une loi pour mettre fin aux poursuites pour possession de petites quantités de drogues pour usage individuel ; loi qui ne concerne pas les dealers. La loi a élevé la peine possible maximum en cas de distribution de grandes quantités de drogues de 10 à 12 années de prison. |
| Portugal            | Dépénalisé | |                                              | THC inférieur à 0,3 %.. | Article détaillé : Cannabis au Portugal . [ 62 ] |
| Porto Rico          | Illégale | |                                              | | |
| République tchèque  | Dépénalisé | |                                              | 5 plantes pour usage personnel | Depuis 2010, l’usage du cannabis est toléré à condition de le consommer à son domicile et de ne détenir qu'un maximum de 15 g pour la marijuana et 5 g pour la résine de cannabis. |
| Roumanie            | Illégale | |                                              | THC inférieur à 0,3 %.. | La Roumanie est le 2e producteur de fibre de chanvre après la Chine. Cependant, la possession de petites quantités de préparation de drogues est punissable d’une petite amende d’environ 150 à 200 USD. La possession de grosses quantités peut entraîner de 3 à 6 années de prison, et la vente peut conduire à une peine supérieure à 6 années. La décriminalisation est envisagée. |
| Royaume-Uni         | Décriminalisé | Usage médical autorisé                                                                              |                                              | | La possession peut théoriquement entraîner une peine de prison qui peut aller jusqu’à 5 ans mais, dans les faits, en 2014, un usager surpris avec une petite quantité ne risque qu’une amende à la première infraction. |
| Russie              | Consommation tolérée | |                                              | | La culture est dépénalisée en 2010 à condition de ne pas posséder plus de 20 plants. Les usagers ne risquent une amende qu'en possession de plus de 6 grammes. |
| Serbie              | Illégale | |                                              | | [ 65 ] |
| Singapour           | Illégale | |                                              | | Le cannabis est une drogue de catégorie A selon le “Misuse of Drugs Act”, il est donc illégal d’en cultiver, d’en vendre ou d’en posséder. |
| Slovaquie           | Illégale | Illégale                                                                                            | Illégal                                      | THC inférieur à 0,3 %.. | Illégal. |
| Slovénie            | | |                                              | | |
| Somalie             | Illégale | Illégale                                                                                            | Illégal                                      | Illégale | Article détaillé : Cannabis en Somalie . |
| Sri Lanka           | Illégale | |                                              | | Article détaillé : Cannabis au Sri Lanka . |
| Suède               | Illégale | Illégale                                                                                            | Illégal                                      | THC inférieur à 0,3 %.. | Il est illégal de vendre, de transporter, d’acheter ou de posséder du cannabis. Une amende est la sanction la plus fréquente concernant l’usage personnel,. |
| Suisse              | Décriminalisée | Usage médical autorisé                                                                              |                                              | | Aucune peine d’emprisonnement ni d'ordonnance de traitement n’est jamais imposée pour la simple possession ou consommation de cannabis. Le débat fait actuellement rage dans les grandes villes suisses (Genève, Zurich, Berne et Bâle), concernant l’éventuelle légalisation de la vente de petites quantités de cannabis dans des points de vente sous licence,. |
| Taïwan              | Illégale | |                                              | | Article détaillé : Cannabis à Taïwan . |
| Tunisie             | Illégale | Illégale                                                                                            | Illégal                                      | Illégale | Sera puni d'un emprisonnement de un à cinq ans et d'une amende de mille à trois mille dinars, tout consommateur ou détenteur à usage de consommation personnelle de plantes ou matières stupéfiantes, hors les cas autorisés par la loi. La tentative est punissable. |
| Thaïlande           | Légale | Légale                                                                                              | Légal                                        | Légale | Article détaillé : Cannabis en Thaïlande . |
| Turquie             | Illégale | Illégale                                                                                            | Illégal                                      | Illégale | |
| Ukraine             | Illégale | |                                              | | Le cannabis est sur la liste 2 des narcotiques et sa possession peut entrainer jusqu'à 3 années de prison. La question de la légalisation est néanmoins un sujet de plus en plus récurrent ces dernières années. En 2021, plusieurs textes de loi ont été proposés notamment pour autoriser la possession de cannabis à usage médical et pour alléger les restrictions sur la culture des plants. |
| Uruguay             | Légale | Légale                                                                                              | Légal                                        | Légale | Article détaillé : Cannabis en Uruguay . |
| Venezuela           | Illégale | |                                              | | Depuis le 15 septembre 2010, la possession de 20 grammes de marijuana ou de 5 grammes de marijuana OGM pour sa propre consommation est punissable de 1 à 2 années de prison à la discrétion du juge (Articulos 131 y 153 de la Ley Organica de Drogas). |
| Vietnam             | Illégale | |                                              | | [ 74 ] |